# Fasciolaria bullisi
Fasciolaria bullisi är en snäckart som beskrevs av Israel Lyons 1972. Fasciolaria bullisi ingår i släktet Fasciolaria och familjen Fasciolariidae. Inga underarter finns listade i Catalogue of Life.